# Mazo de cable

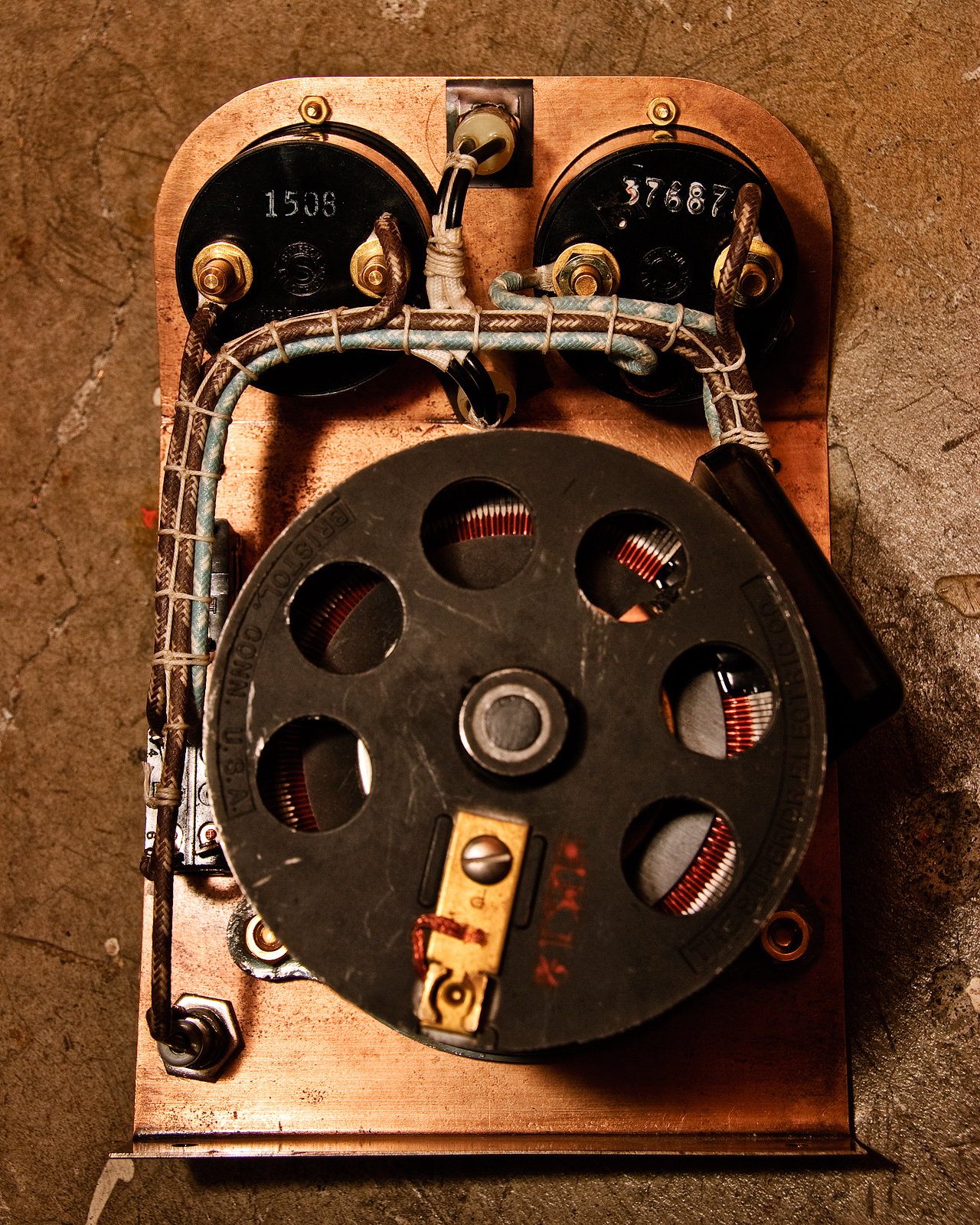
Un mazo de cables instalado en un componente de una bobina de Tesla.

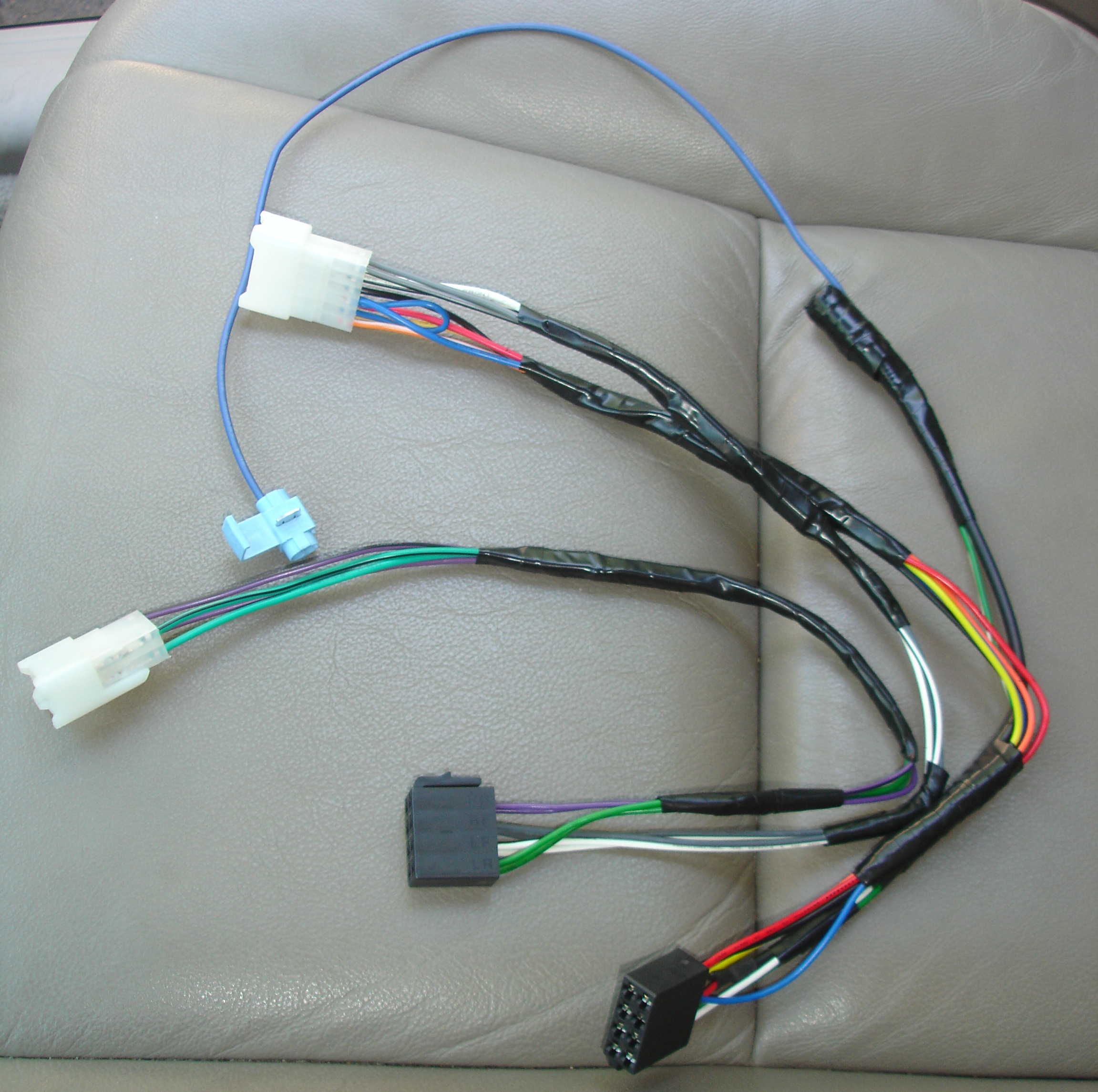
Mazo de cables de una radio de coche.

Un mazo de cables, también conocido como arnés de cables por su nombre en inglés «harness», es un conjunto de cables eléctricos o hilos que transmiten señales o energía eléctrica. Los cables están unidos entre sí mediante un material duradero como caucho, vinilo, cinta aislante, conducto, un tejido de cuerda extruida o una combinación de ellos.
Se suelen utilizar en automóviles, así como en maquinaria de construcción, ya que los mazos de cables ofrecen varias ventajas sobre los alambres y cables sueltos. Por ejemplo, muchos aviones, automóviles y naves espaciales contienen muchas montones de cables que se extenderían a lo largo de varios kilómetros si estuvieran completamente extendidos. Al unir los numerosos alambres y cables en un mazo de cables, pueden protegerse mejor contra los efectos adversos de las vibraciones, la abrasión y la humedad. Al estrechar los cables en un haz que no se flexiona, se optimiza el uso del espacio y se reduce el riesgo de un cortocircuito. Dado que el instalador solo tiene que instalar un mazo (a diferencia de varios cables), el tiempo de instalación se reduce y el proceso se puede estandarizar fácilmente. Unir los cables en una funda ignífuga también reduce el riesgo de incendios eléctricos.

## Diseño
El diseño de un mazo de cables suele requerir el esfuerzo de dos disciplinas de ingeniería principales que se centran en diferentes requisitos de funcionamiento: la ingeniería mecánica y la ingeniería eléctrica. La ingeniería mecánica es el campo que se centra en los parámetros físicos de un mazo de cables y su interacción con el entorno que soportará durante su vida útil. Esto considera las condiciones de operación bajo las cuales debe operar el mazo de cables, es decir, temperatura, tensión mecánica, desgaste ambiental y químico. Este componente considera los materiales protectores que tienen los mazos de cables como tubos corrugados, trenzados o fundas de sílice.
La ingeniería eléctrica es el campo que se centra en el desarrollo de la arquitectura lógica, eléctrica y topológica de los mazos de cables. Al diseñar los cables eléctricos que se utilizarán, se deben considerar las clasificaciones operativas de los cables para protocolos de comunicación generalmente especificados bajo los estándares de diseño de protocolos de comunicación desarrollados por entidades automotrices como ASME, ISO o JASO.